# 汉长安城

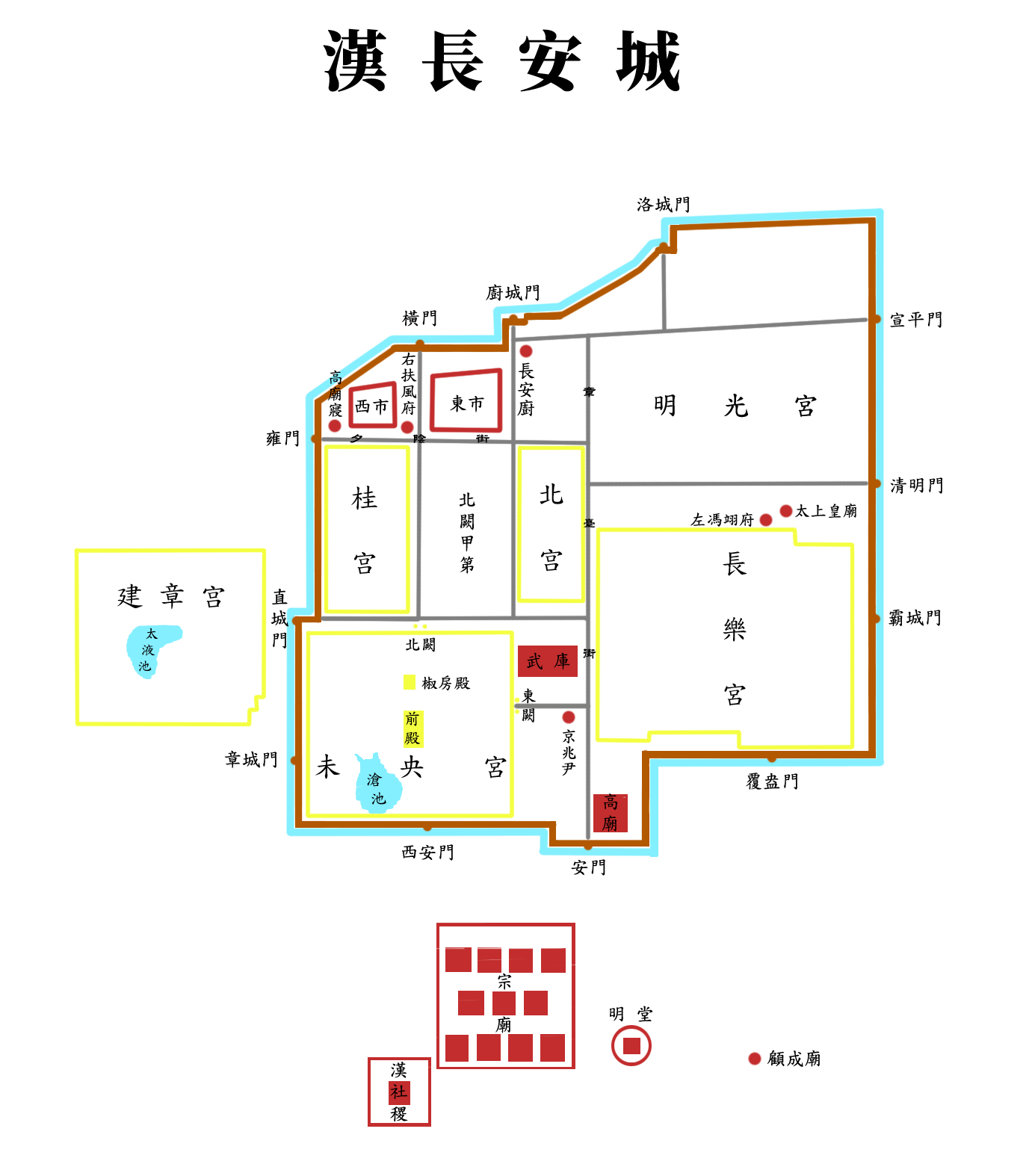
汉长安城图

漢長安城位于西安市未央区，是漢朝初年在秦代離宮興樂宮的基礎上經漢高帝及後世擴展興建的都城，因位於原秦代杜縣長安鄉而得名。漢惠帝時起筑長安城墻，城周圍63里，總面積約36平方公里，設置城門12座。城內主要為長樂宮、未央宮等宮殿區和少量居民區，貯藏兵器的武庫亦設於城內。城外北部及東部為郭區，以居民區為主，南側為九廟及圜丘等祭祀場所為主，西側則以御苑為主。漢長安城自建成以降，直至隋代營建大興城止，先後成為西汉、新莽、东汉（献帝）、西晋（愍帝）、前赵、前秦、后秦、西魏、北周、隋（初）的都城。隋文帝時，因長安城環境的惡劣，而於其東南方營建新的都城大興城，此後漢長安城逐漸廢棄，目前僅存遺址。1961年，漢長安城遺址成為第一批全國重點文物保護單位之一。

## 歷史

### 缘起
漢二年（公元前207年）六月，時為漢王的劉邦決定與楚霸王項羽爭奪天下，於是以秦國故都櫟陽為漢國的都城，并命太子與丞相蕭何留守。漢五年二月（公元前202年），在結束楚漢爭霸後，劉邦於定陶即皇帝位，隨後一度考慮居住於洛陽。六月，齊人婁敬請劉邦定都於關中，但劉邦認為自己及左右群臣都來自山東，所以預備定都洛陽。此時，留侯張良認可婁敬的建議，認為洛陽雖然也有河山之險，但地域僅百里不易展開，況且土地不沃還四面受敵。反之關中地區不僅有山川險要，地域也達千里，對於山東諸侯也利於控制。和平時代通過漕運連接天下，天下有變時也可以順流而下便於應對，是“金城千里，天府之國”。劉邦於是即刻動身，確定定都關中。

### 建设
秦始皇始建的興樂宮位於渭水南岸，周圍20多里，但在秦漢之際的戰火中並未被毀，此後漢高帝對其進行了整修。漢七年（前200年）二月，整修工程完工，并更名為为長樂宮，朝廷正式移往長安。同時，丞相蕭何開始營造未央宮，先期落成東闕、北闕、前殿、武庫、太倉等一系列主體建築和設施。漢惠帝元年（前194年）正月，在時任少府的陽成延的主持下，開始長安城墻的建設。工程在惠帝三年（前192年）春達到高峰，一度征發長安600里內的男女，合計十四萬六千人修築城墻，工期30日。同年六月，又征發諸侯王，徹侯徒隸兩萬人加入城墻建築工程。漢惠帝五年（前190年）春正月，再次征發長安600里內的男女共計十四萬五千人參與建設，工期同為30日。當年九月，長安城墻完工，爲此特賜天下每戶戶主加爵一級:1。
汉惠帝六年夏六月，长安城内开始兴建西市。漢武帝時期，長安城又興起了大規模的擴建。首先，建元三年，對原上林苑進行了擴建，成為長安城外含括霸、浐、涇、渭等八水在內，南達終南山，北至渭水北岸的龐大御苑。太初元年因柏梁臺被焚毀，於長安城西興建建章宮，并開鑿泰液池。之後，太初四年又興建了桂宮、明光宮作為妃嬪的居所。同時擴建了高帝時期的北宮，於城南開設太學。至此，經過近百年的興建，漢長安城的規模始告齊備。

### 西漢以後的增改建
新朝时王莽将长安改名为“常安”，并在城南郊按儒家传统的礼制观念和汉代流行的阴阳五行学说兴建了辟雍、灵台、泰一和九庙等礼制建筑。目前能明确辨认的是辟雍和九庙的遗址。辟雍的平面外圆内方，中为一圆形夯土台，上有平面呈“亞”字形的主体建筑。其周围是边长235米的夯土围墙，四周辟门，墙外还有直径360米的圆形圜水沟。九庙遗址有12处基址，其中11处被一堵边长1,400米的方形围墙包围，另一处在南墙的外侧中部。所有基址的形制相同，中央为平面呈“亞”字形的主体建筑，四周是方形围墙，墙上四面辟门。
公元23年10月，長安城被绿林军攻陷，王莽被杀，公元25年被赤眉军再次攻陷，长安宫室从此荒廢於戰火。東漢定都洛陽，以長安為为西京。東漢末年，洛陽被董卓縱火燒毀後，漢獻帝曾一度遷回長安城居住，曹操迎獻帝於許昌後，長安成為留都，後成為曹魏與蜀漢的軍事前線。諸葛亮北伐一直希望奪得長安，但长安一直由曹魏控制。西晉末年、前赵、前秦、後秦、西魏、北周等政權亦將首都設於長安城。
十六国政权前趙、前秦、後秦在原长安城的东北部还建设了新宫，位置在今楼阁台一带。考古工作在宣平门北发现了东西两宫遗迹，每边长约1,000米。而“讲武殿”则有可能是北周宫殿正武殿的遗迹。

### 废弃
长安在几百年使用后，年久失修。城中宫宇朽蠹，供水、排水严重不畅，不易修复，同时北靠渭河，城墙范围狭促，难以进一步扩建。直至隋朝建立、隋文帝命宇文恺在長安城東南方興建新都城。自隋朝開皇三年（583年）遷都大興城（即唐长安城）後，有著近八百年歷史的漢長安城便被廢棄。旧长安城被包入隋唐禁苑，唐代曾经在遗址上重修了一些宫殿。例如，有记载，唐宝历二年（826年），神策军在禁苑中重修未央宫，还曾“掘获白玉床一张，长六尺”。唐末長安被焚毀後，遺址被摧毀。

### 现状
1956年起，中国科学院考古研究所开始对汉长安城遗址进行全面、系统的考古研究。1956年至1962年间，首先对汉长安城的城墙分布和主要道路进行了挖掘勘探。并重点对霸城门、宣平门、直城门和西安门进行了重点发掘。对宫殿区进行了勘探，并初步踏查了上林苑与昆明池遗迹。1970年代起，考古工作主要是围绕对武库和长乐宫遗址展开。1980年代以后，主要完成了未央宫前殿、椒房殿、少府等重点地区的发掘工作。1961年，汉长安城遗址便被列为第一批全国重点文物保护单位。
长安城的东南部分城壕於1950年代被改建为团结水库，2006年西安市对团结水库进行综合治理，其周边改建为城市公园。

## 佈局
長安由城內和城外郭區組成，其中城內主要以長樂、未央等宮殿為主，城外郭區則位於渭河南岸和漕渠以西。另外，在咸陽原和霸水一帶的漢帝皇陵則設置有陵邑，成為長安的組成部分。

### 長安城內

#### 城墻與城門
漢長安城因以秦興樂宮為始進行營建，因而遵循秦制為坐西朝東，平面受周邊地理環境的影響而成不規則的方型。南墻曲折形如南斗、北墻曲折形如北斗，因而又被稱為“斗城”。長安城墻於漢惠帝元年春正月起筑，採用細黃土夯築，高12米，基座寬12至16米，墻外有寬8米，深3米的城壕。根據考古實測，東牆長6,000公尺，西牆長4,900公尺，南牆長7,600公尺，北牆長7,200公尺，合計25,700公尺，城內面積約36平方公里。
長安城坐西朝東，四面各开三座城门，其中東側為宣平門、清明門和霸城門，而霸城門與宣平門分別設有門闕，為長安城的正門。長安城北側為杜門、廚城門和橫門，杜門又稱利城門，後來改稱洛城門。南部自東向西分別為覆盎門、安門和西安門，其中覆盎門又稱下杜門。西部城墻由北往南分別為直城門、章城門和雍門。根據考古發掘，每座城門各有三個門道，門道寬約8米，為當是四個車軌間的距離，城門內有大街與城門相通。

#### 街道
城内的大街都与城门相通。主要街道有8条，分别为华阳街、香室街、章台街、夕阴街、尚冠街、太常街、藁街和前街。其中最长的安门大街（章台街）长5,500米，其余多在3,000米左右。道路一般宽约45米，路面以水沟间隔分成三股，中间的御道宽20米，专供皇帝通行，两侧的边道各宽12米，供官吏和平民行走。为美化环境，路旁还栽植了槐、榆、松、柏等各种树木，茂密如荫。
汉长安城内的宫殿、贵族宅第、官署和宗庙等建筑约占全城面积的三分之二。宫殿集中在城市的中部和南部，有长乐宫、未央宫、桂宫、北宫和明光宫等。贵族宅第分布在未央宫的北阙一带，称作“北阙甲第”。居民区分布在城北，由纵横交错的街道划分为160个“闾里”。著名的“长安九市”则在城市的西北角上，由横门大街（华阳街）相隔，分成东市三市和西市六市。
据考证，汉长安城的布局和形制与《周礼·考工记》：“匠人营国，方九里，旁三门。国中九经九纬，经涂九轨。左祖右社，面朝后市，市朝一夫。”基本相符。它一改战国时期大小城相套的格局，把居民区、工商业区和宫殿区集中在一座城市里，后世的都城都沿用了这一体系。

#### 宮殿衙署

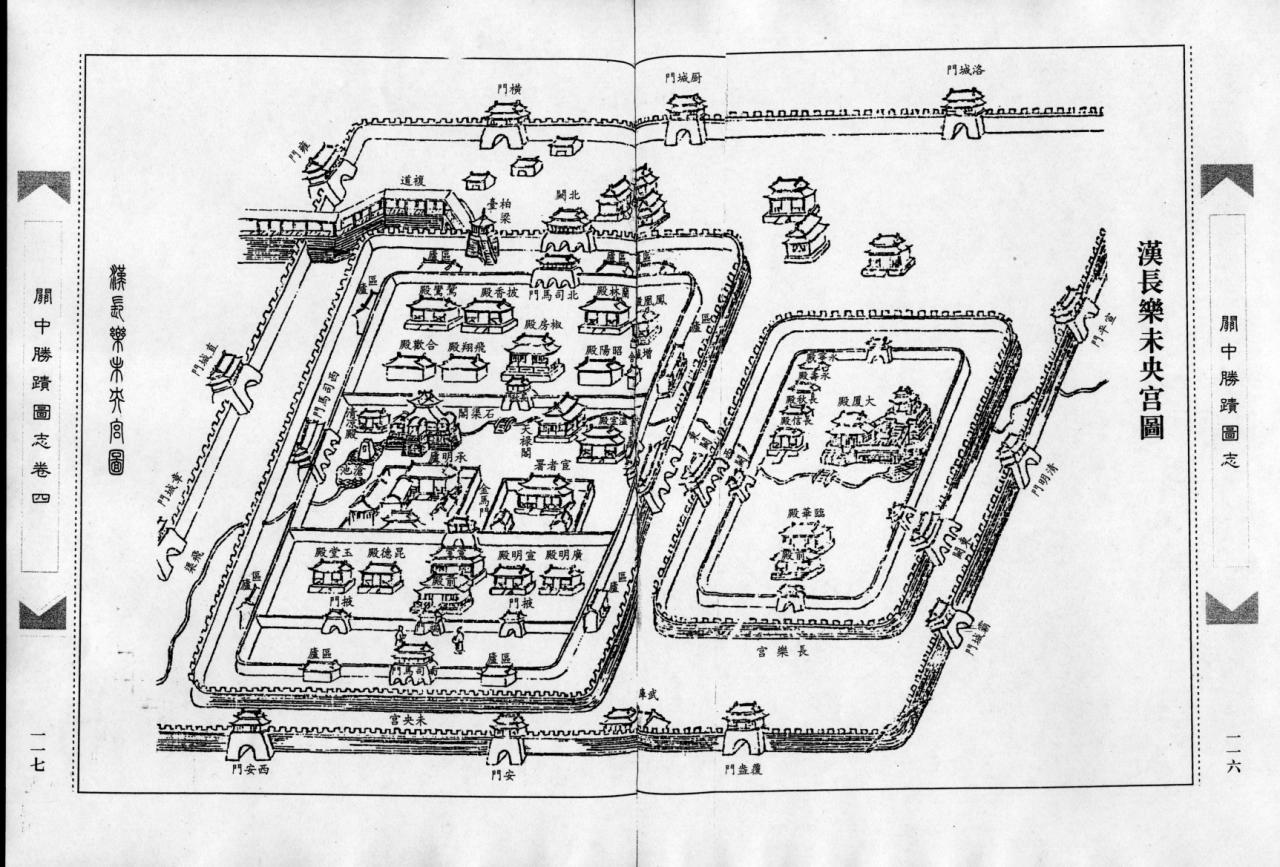
清朝毕沅所绘的汉长乐未央宫图，载于《关中胜迹图志》卷四

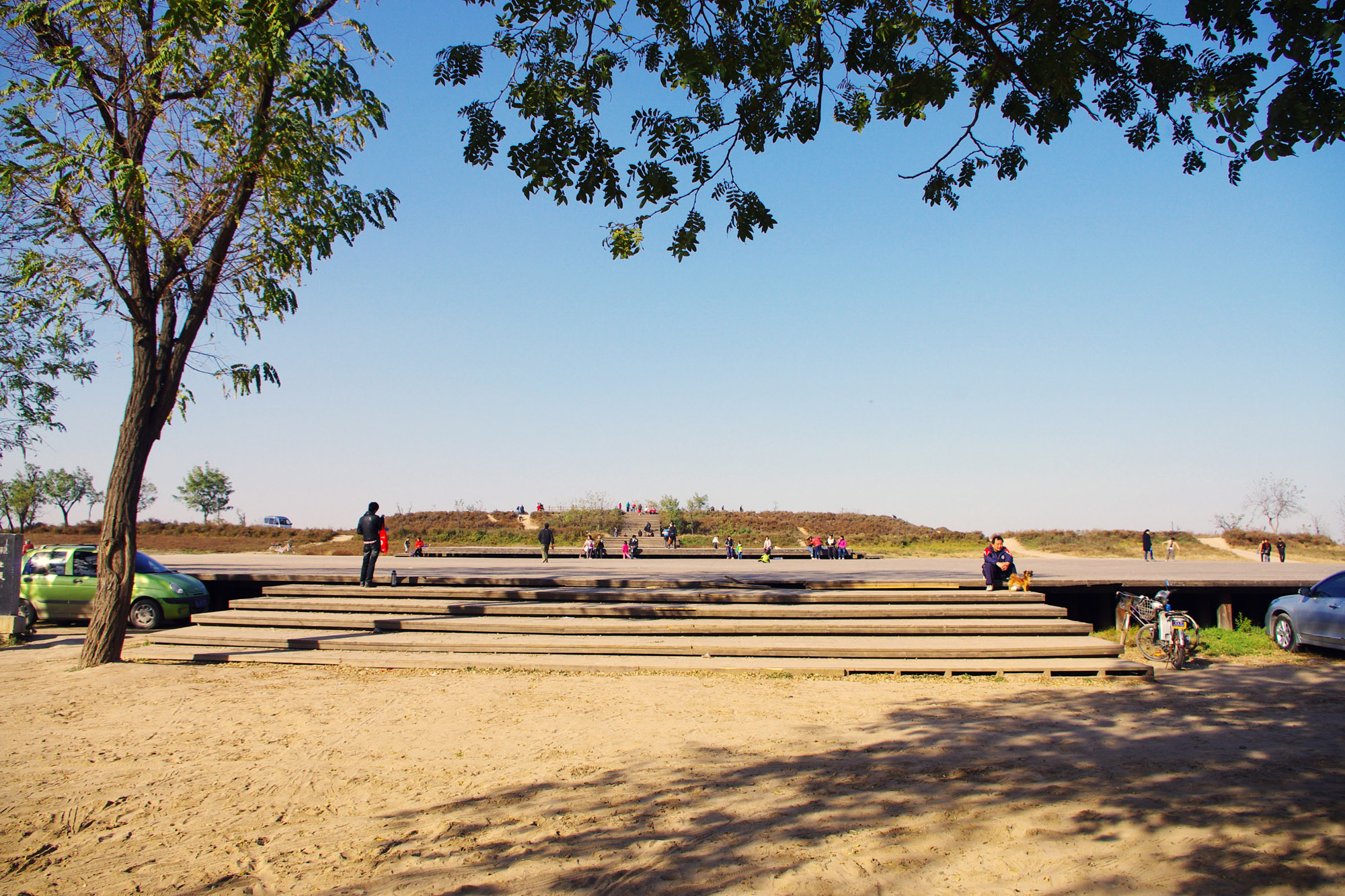
未央宫前殿遗址

##### 宫殿
汉长安城的宫殿主要分佈於長安城內，包括長樂宮、未央宮、明光宮、北宮和桂宮。其中長樂宮為最早興建的宮殿，秦代即已完成，稱興樂宮。漢初一度為皇帝居所，惠帝後成為太后居所。宮城坐西朝東，東西各設門闕，周長一萬餘米，面積達六萬平方公尺。宮內主要殿宇為前殿、長秋殿等。宮城另有復道連接未央宮。
未央宮始建於漢高帝時期，自惠帝起為皇帝朝會居所，是古代最著名的宮殿之一。隋朝將長安廢棄后，但仍將未央宮作為禁苑進行修葺。宮城面積約5平方公里，四周各開宮門一座，但東門及北門外各立門闕一座。主要殿宇包括前殿、宣室、承明殿等。未央宮亦有復道與建章、長樂等宮相連接。
明光宮、桂宮和北宮是長安城內興建的主要作為妃嬪居住的宮殿。皇太子居所在北宮內。桂宮則在秦代甘泉宮的遺址上重建。

#### 武库
武库在长乐和未央二宫之间，平面呈长方形，东西长880米，南北宽322米，四周筑墙。墙内有七个仓库，每库分为四个库房。房中原有排列整齐的兵器木架，现已朽坏。武库建于汉高祖四年（前199年），系丞相萧何营建，是当时全国的武器制造和贮藏中心，具有极重要的地位，新莽末年被焚毁。考古发掘出土除铜弩机以外的各种兵器。

#### 长安九市
分为东市三市、西市六市。政府在市場內建「市樓」，作為管理市場的辦公室。东市是商贾云集之地，西市则密布着各种手工业作坊。

#### 居民区
早期长安初建时，尚有大部分城内面积为民居，分为160闾里，只有少数名字存留到现在。武帝扩建大量宫室后长安城墙以内只有不到三分之一区域作为民居。长期以后，居民区和市场溢出城墙，在城外发展。

### 城外郭區

#### 上林苑
上林苑是一组巨大的宫廷御苑群，位于长安城西，秦代时即已有，汉武帝建元三年（前138年）大事扩充和改建后，有离宫别馆数十处，周长达100多公里。据《汉旧仪》和司马相如《上林赋》的记载，苑内豢养百兽，“长安八水”也尽在其中。上林苑最主要的建筑是建章宫。建章宮，始建於漢武帝時期。未央宮內的柏梁臺被雷殛焚毀后，出於壓勝的目的，漢武帝於城外興建此宮。落成后成為漢武帝的主要居所。宮城周長10公里，同樣坐西朝東，並在東門和北門外建有門闕。新朝時，王莽為興建自己祖先的宗廟，拆毀建章宮。此外还有训练水军的昆明池，种植蔬菜的温室，铸钱场所“上林三官”等各种机构。东汉时，上林苑被废弃。
- 昆明池：汉武帝为训练水军，在上林苑内开凿了昆明池。目前其遗迹是一片洼地，面积10余平方公里。池中有一高地是当时的岛屿，应为豫章馆之所在。东西两岸有牵牛、织女石像，高3米多，至今保存完好。还曾发现文献记载的“石鲸”残骸，长4米余。池畔还有多处建筑物的基址，可能是宣曲宫、白杨宫、细柳宫等的遗址。

- 上林三官：汉长安城周围尤其是北墙附近分布着不少制陶、铸钱和冶炼的作坊。其中规模最大的是1994年发现的上林苑兆伦铸钱遗址，也就是西汉时的国家造币中心“上林三官”。其遗址位于今陕西省户县大王镇南兆伦村，南北长约1,500米，东西宽约600米，面积达90万平方米。遗址的南部多瓦砾，其北有坩埚残块、铜渣、灰堆等堆积。遗址中北部有许多铸钱残范坑和废弃钱范堆积，其中还出土有陶拍、定位销、青铜工具等文物。据文献记载，“五铢钱”即诞生于此。

## 政治与人口

### 行政
长安原为秦内史辖区，项羽分封诸侯时，将该地赐予塞王司马欣。司马欣降汉以后，於汉高帝二年更名为渭南郡。汉高帝五年，置长安县。至汉景帝二年析内史为左右内史，长安县归属於右内史。太初元年，右内史更名为京兆尹，同时将主爵都尉更为右扶风，与更名为左冯翊的左内史合称三辅。京兆尹、左冯翊和右扶风的官署均置于长安城内，秩均为二千石。
京兆尹设属官长安市令丞、长安厨令丞，都水长丞和铁官两丞。左内史属官设有廪牺令丞尉、左都水长丞、左铁官长丞、云垒长丞，同时长安四市长丞也隶属左内史。

#### 縣鄉
- 新豐縣：《西京雜記》记载，劉邦為解其父劉太公思念故土，仿照豐邑老家建新豐[14][15]，后世以酒市闻名。

#### 陵邑
长陵邑，安陵邑、阳陵邑、茂陵邑和平陵邑，均为迁豪族于关中皇陵周围加强统治而成，成为长安的卫星城市群。陵邑的規模也相當大，如長陵（漢高祖陵邑）有5萬戶，茂陵（漢武帝陵邑）有6萬戶（一說為27萬口）。

### 人口
在西漢的210年歷史中，長安一直是全國的政治、經濟和文化的中心，也是絲綢之路的東端起點，繁盛一時，成为中國歷史上一座規模龐大、居民眾多的城市。在西汉年间，含城郊有40万人左右，规模与埃及托勒密王朝的亚历山大里亚相仿，同为世界上最大的城市，直到西汉末被罗马超过。直到漢平帝元始二年（2年）時，城中尚有8.8萬戶，24.6萬人。

## 經濟
汉长安城经济强盛，繁荣富强。

## 軍事

### 衛戍
漢代，長安城主要駐扎有北軍與南軍。其中北軍為漢朝主力中的精銳部隊，由中壘校尉率領，內部分為騎士、上林苑門屯兵、越騎和長水宣曲胡騎。南軍則由九卿之一的衛尉直接統領，兵士稱衛士。南軍負責守衛各宮城以及陵區，同時與北軍同時負責皇帝出行大駕鹵簿。

## 后世常用典故
宣室召对：漢文帝器重贾誼，曾在未央宫宣室召見賈誼問鬼神之事。
承露仙人：“建章宫承露盘，高二十丈，大七围，以铜为之，上有仙人墩承露，和玉屑饮之。”三国魏明帝遣宫官欲将铜铸仙人像拆走去邺城，传说仙人落泪。
长门宫：汉武帝陈皇后（阿娇）失宠，退居长门宫，遂有向司马相如千金买赋一事。
柏梁台：“汉武帝元封三年，作柏梁台，诏群臣二千石有能为七言诗，乃得上坐。”产生了宴会联句诗的传统。
东陵瓜：秦东陵侯邵平在秦灭之后成为贫贱布衣，不再出仕，在霸城门（青门）之外种瓜，瓜甜美，声名远扬。